# Ma Pau Sports Club
Il Ma Pau S.C. è una società calcistica trinidadiana; durante la sua storia ha militato in TT Pro League.

## Palmarès
- TT Classic: 1

2010

## Rosa attuale
| N. |                                      | Ruolo | Calciatore      |
| -- | ------------------------------------ | ----- | --------------- |
| 1  | Giamaica (bandiera)                  | P     | Shane Mattis    |
| 2  | Trinidad e Tobago (bandiera)         | D     | Dwane James     |
| 3  | Belize (bandiera)                    | C     | Mark Leslie     |
| 4  | Trinidad e Tobago (bandiera)         | D     | Curtis Gonzales |
| 5  | Trinidad e Tobago (bandiera)         | C     | Mikel Williams  |
| 6  | Trinidad e Tobago (bandiera)         | C     | Akeno Morgan    |
| 7  | Trinidad e Tobago (bandiera)         | C     | Rennie Britto   |
| 8  | Trinidad e Tobago (bandiera)         | C     | Keeron Benito   |
| 9  | Saint Vincent e Grenadine (bandiera) | A     | Shandel Samuel  |
| 10 | Trinidad e Tobago (bandiera)         | A     | Anthony Wolfe   |
| 11 | Trinidad e Tobago (bandiera)         | C     | Lyndon Andrews  |
| 15 | Trinidad e Tobago (bandiera)         | A     | Anthony Guppy   |
| 16 | Trinidad e Tobago (bandiera)         | C     | Adrian Noel     |

| N. |                              | Ruolo | Calciatore         |  |
| -- | ---------------------------- | ----- | ------------------ |  |
| 18 | Trinidad e Tobago (bandiera) | A     | Sherron Joseph     |  |
| 23 | Trinidad e Tobago (bandiera) | C     | Kevin Molino       |  |
| 24 | Trinidad e Tobago (bandiera) | A     | Sayed Freitas      |  |
| 26 | Colombia (bandiera)          | P     | Alejandro Figueroa |  |
| 27 | Trinidad e Tobago (bandiera) | D     | Akeem Benjamin     |  |
| 28 | Trinidad e Tobago (bandiera) | C     | Tyrone Charles     |  |
| 29 | Trinidad e Tobago (bandiera) | A     | Kerry Noray        |  |
| 30 | Trinidad e Tobago (bandiera) | P     | Jefferson George   |  |
| 31 | Trinidad e Tobago (bandiera) | D     | Aquil Selby        |  |
| 33 | Trinidad e Tobago (bandiera) | C     | Trevin Caesar      |  |
| 35 | Trinidad e Tobago (bandiera) | C     | Reshad Wint        |  |
| 40 | Bahamas (bandiera)           | D     | Happy Hall         |  |